# Siphoneugena reitzii
Siphoneugena reitzii là một loài thực vật có hoa trong Họ Đào kim nương. Loài này được D.Legrand miêu tả khoa học đầu tiên năm 1957.